# Abell 2147
Abell 2147 è un ammasso di galassie situato in direzione della costellazione di Ercole alla distanza di circa 480 milioni di anni luce dalla Terra. Inserito nel Catalogo Abell redatto nel 1958, ha una classe di ricchezza 0 (quindi costituito da 30-49 galassie) ed è del tipo III secondo la Classificazione di Bautz-Morgan.
Abell 2147 fa parte del Superammasso di Ercole (SCl 160). Si trova vicino all'ammasso Abell 2152 (Ammasso di Ercole) e, avendo il medesimo redshift, potrebbero essere in realtà un'unica struttura.
La galassia più luminosa dell'ammasso è l'ellittica UGC 10143.